# Ercan Muslu
Ercan Muslu, né le 1er décembre 1988 à Kazantaş dans la province de Gümüşhane est un coureur de fond turc spécialisé en marathon et en course en montagne. Il est double champion des Balkans de marathon et a remporté la médaille d'argent aux championnats d'Europe de course en montagne 2012.

## Biographie
Encouragé à courir par son professeur afin d'obtenir des bonnes notes à l'école, Ercan se met à pratiquer l'athlétisme de manière plus intensive. Il rejoint l'équipe nationale en 2005 et se distingue en course en montagne à ses débuts. Il décroche la quatrième place en junior lors du Trophée mondial de course en montagne 2006 à Bursa,. Il décroche sa première sélection en senior pour le Trophée mondial de course en montagne 2008 à Sierre où il obtient une décevante cinquantième place. Le 25 avril 2009, il remporte la course de sélection à Denizli pour les championnats des Balkans de course en montagne à Teteven. Il y décroche la troisième place derrière son compatriote Erkan Kuş et l'orienteur Ionuț Zincă. Il remporte de plus la médaille d'or au classement par équipes.
En 2010, il démontre également de bonnes aptitude sur route en remportant le titre de champion des Balkans de marathon à Kavarna.
Il connaît une excellente saison 2012. Le 22 avril, il prend le départ du marathon de Belgrade. Laissant le quatuor de Kényans partir en tête, il mène le reste du peloton et termine cinquième en 2 h 28 min 15 s. L'épreuve comptant comme championnats des Balkans de marathon, il remporte son deuxième titre. Le 7 juin, il voit son compatriote Mehmet Akkoyun mener la course des championnats des Balkans de course en montagne à Nova Zagora. Le Bulgare Kiril Nikolov effectue une excellente course pour décrocher la médaille d'argent devant Ercan qui complète le podium. Il remporte la médaille d'or au classement par équipes. Le 8 juillet, il prend part aux championnats d'Europe de course en montagne à Pamukkale. Désireux de briller devant son public, il prend un départ rapide pour pointer aux avants-postes. Son compatriote Ahmet Arslan s'empare des commandes, menant Ercan qui parvient à défendre sa position face à Ionuț Zincă pour décrocher la médaille d'argent. Il double la mise au classement par équipes,.
Le 21 août 2016, il prend part au marathon des Jeux olympiques d'été à Rio de Janeiro et termine 51een 2 h 18 min 40 s.

## Palmarès
| Année | Compétition                          | Lieu           | Place | Épreuve       | Temps           |
| ----- | ------------------------------------ | -------------- | ----- | ------------- | --------------- |
| 2010  | Semi-marathon d'Antalya              | Antalya        | 1er   | Semi-marathon | 1 h 8 min 0 s   |
| 2010  | Championnats des Balkans de marathon | Kavarna        | 1er   | Marathon      | 2 h 24 min 12 s |
| 2012  | Semi-marathon d'Antalya              | Antalya        | 1er   | Semi-marathon | 1 h 7 min 51 s  |
| 2012  | Championnats des Balkans de marathon | Belgrade       | 1er   | Marathon      | 2 h 28 min 15 s |
| 2016  | Championnats d'Europe d'athlétisme   | Amsterdam      | 18e   | Semi-marathon | 1 h 5 min 0 s   |
| 2016  | Jeux olympiques d'été                | Rio de Janeiro | 51e   | Marathon      | 2 h 18 min 40 s |
| 2017  | Semi-marathon de Pamukkale           | Pamukkale      | 1er   | Semi-marathon | 1 h 4 min 51 s  |

### Course en montagne
| no | masculin           | Course                                         | Longueur | Départ         | Temps       |
| -- | ------------------ | ---------------------------------------------- | -------- | -------------- | ----------- |
| 3e | Médaille de bronze | Championnats des Balkans de course en montagne | 12,87 km | 31 mai 2009    | 58 min 24 s |
| 3e | Médaille de bronze | Championnats des Balkans de course en montagne | 12,54 km | 7 juin 2012    | 56 min 0 s  |
| 2e | Médaille d'argent  | Championnats d'Europe de course en montagne    | 12,2 km  | 8 juillet 2012 | 49 min 57 s |

## Records
| Épreuve       | Performance     | Date             | Lieu      |
| ------------- | --------------- | ---------------- | --------- |
| 5 000 mètres  | 14 min 57 s 60  | 16 mai 2010      | Denizli   |
| 10 kilomètres | 29 min 52 s     | 27 décembre 2017 | Ankara    |
| Semi-marathon | 1 h 5 min 0 s   | 10 juillet 2016  | Amsterdam |
| Marathon      | 2 h 16 min 45 s | 10 avril 2016    | Rotterdam |